# Dominika Červenková
Dominika Červenková (* 18. května 1988 v Českých Budějovicích) je česká reprezentantka v moderní gymnastice, která startovala na olympijských hrách v Aténách.

## Životopis
Moderní gymnastice se začala věnovat ve čtyřech letech. Od juniorského věku si vydobyla přední postavení v české moderní gymnastice, v odvětví, které na olympijských hrách v Sydney v roce 2000 nemělo české zastoupení.
Pod vedením trenérky Ivany Pokorné se v roce 2003 zařadila do reprezentačního družstva seniorek. Na mistrovství republiky obsadila druhé místo ve čtyřboji za Kateřinou Kopáčovou a vyhrála svůj první mistrovský titul s míčem. Na mistrovství světa v Budapešti, které bylo kvalifikační akcí pro olympijské hry v Aténách, ale českou jedničku porazila. Obsadila 18. místo v kvalifikaci a ani její propad na 25. místo ve finále nepřipravil Českou republiku o jedno olympijské účastnické místo.
V roce 2004 vyhrála poprvé mistrovství titul ve čtyřboji a byla potvrzena jako česká reprezentantka pro olympijské hry (teprve třetí Češka v historii a první od startu Lenky Oulehlové a Andrey Šebestové na hrách v Atlantě v roce 1996). V šestnácti letech byla nejmladší členkou českého olympijského týmu v Aténách, kromě toho byla také nejmenší (měřila 160 centimetrů). V poslední sestavě s kuželi měla problémy a obsadila v kvalifikaci čtyřboje 20. místo, ale stala se jedním z miláčků řeckého publika.
V roce 2005 se v Baku znovu zúčastnila mistrovství světa a obsadila 16. místo ve víceboji. Zúčastnila se také Světových her v roce 2005 v Duisburgu, které v moderní gymnastice nahrazují absenci finále s jednotlivými náčiními v olympijském programu. Nejlepšího výsledku dosáhla Červenková se stuhou, kde jí na devátém místě jen 0,05 bodu chybělo k postupu do finále.
V následujícím roce plánovala plně využít svých minulých výsledků především na mistrovství Evropy, ale musela většinu sezóny vynechat a místo toho podstoupit dlouhou rehabilitaci, aby se zbavila problémů se zády spojených s rychlým růstem. Chyběla kvůli tomu na všech velkých soutěžích včetně evropského šampionátu. Výsledky opakovaných vyšetření nebyly jednoznačné, a tak nebyla pro rok 2007 zařazena do seniorské reprezentace.
Po dlouhé pauze (rok bez cvičení, dva roky bez závodů) se vrátila krátce před mistrovstvím republiky 2008, na kterém obsadila čtvrté místo a plánuje se pokusit o návrat na mezinárodní scénu.
Zahraniční publikum si ji oblíbilo pro její dynamické sestavy, čisté držení těla a přiměřenou flexibilitu, vytýká jí ale nedostatek odvahy riskovat a občasné hrubé chyby. Fanoušci ji mají rádi také díky její vřelé a přátelské povaze a milému úsměvu.

## Zajímavosti
Její nejoblíbenější gymnastkou je Anna Bessonovová z Ukrajiny, zatímco trojnásobného olympijského vítěze v hodu oštěpem Jana Železného uvádí jako nejoblíbenějšího sportovce mimo gymnastiku.

## Úspěchy
- 2003 Mistrovství světa: 16. místo (družstvo), 25. místo (čtyřboj)
- 2004 Mistrovství Evropy: 18. místo (čtyřboj)
- 2004 Olympijské hry: 20. místo (čtyřboj)
- 2005 Mistrovství Evropy: 11. místo (družstvo), 15. místo (čtyřboj)
- 2005 Mistrovství světa: 16. místo (čtyřboj), 14. místo (švihadlo), 17. místo (stuha), 19. místo (míč), 21. místo (kužele)
- 2005 Světové hry: 9. místo (stuha), 12. místo (míč a švihadlo), 14. místo (kužele)